# Jiří Adam z Martinic
Jiří Adam I. Bořita z Martinic (německy Georg Adam Borsita von Martinitz; 1602 Smečno – 6. listopadu 1651 Vídeň) byl český šlechtic a vysoký úředník (prezident české komory, český kancléř) a autor autobiografie.

## Život

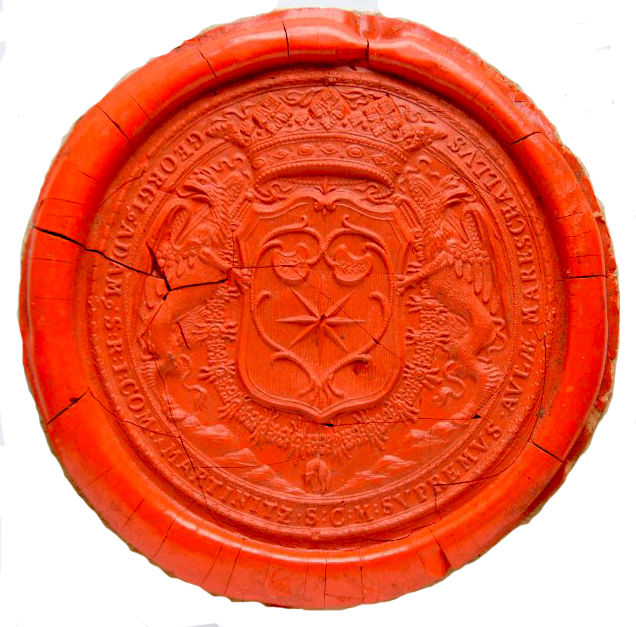
Pečeť z roku ≈ 1645

Narodil se jako nejstarší syn významného českého politika Jaroslava Bořity z Martinic (1582–1649) a jeho manželky Marie Eusebie ze Šternberka. Po defenestraci v roce 1618 jeho celá rodina postupně opustila Čechy. 
Jiří Adam pokračoval ve studiích na univerzitě ve Štýrském Hradci, kde v roce 1620 dosáhl titulu doktora filosofie. Po studiích se vydal na pětiletou kavalírskou cestu, z níž většinu strávil studiem na univerzitě v Lovani, ve zbytku času cestoval po západní a jižní Evropě. 
V roce 1625 se po krátké zkušenosti v armádě Katolické ligy vrátil do Čech, kde se následujícího roku ujal správy hořovického panství. V letech 1627–1628 zastával úřad místoprezidenta nad apelacemi, poté byl až do roku 1632[zdroj?] prezidentem české komory, poté působil jako kancléř Ferdinanda III. v Praze a po smrti Ferdinanda II. ve Vídni jako pomocník nejvyššího českého kancléře Viléma Slavaty. 
Asi od roku 1644 byl nositelem řádu řádu zlatého rouna. [zdroj?]
Jiří Adam I. Bořita z Martinic zemřel 6. listopadu 1651 ve Vídni. Zachovala se po něm částečná autobiografie Descriptio annorum vitae et negotiorum gestorum illustrissimi domini Georgii comitis de Martinitz, zejména cenná jako cestovní šlechtický deník (tato část je psaná Martinicovým hofmistrem a průvodcem Albertem Kolbem).

### Manželství
Jiří Adam byl od roku 1626 ženatý s italskou šlechtičnou Giovannou Gonzagovou (1612–1688), manželství však bylo bezdětné, takže majetek v Čechách získal bratr Jiřího Adama Bernard Ignác z Martinic.